# (2538) Vanderlinden
(2538) Vanderlinden ist ein Asteroid des Hauptgürtels, der am 30. Oktober 1954 vom belgischen Astronomen Sylvain Julien Victor Arend in Ukkel entdeckt wurde.
Der Asteroid ist nach dem belgischen Astronomen Henri Vanderlinden benannt.